# Nuclear Blast All-Stars: Into the Light
Into the Light es un álbum recopilatorio lanzado por la discográficaNuclear Blast para conmemorar su 20.º aniversario. Fue producido por Victor Smolski, guitarrista de Rage, junto con los cantantes Tobias Sammet (de Edguy), Peter "Peavy" Wagner (Rage), Tony Kakko (Sonata Arctica), Mats Levén (Therion), Marcel "Schmier" Schirmer (Destruction), Hansi Kürsch (Blind Guardian), Andi Deris (Helloween), Oddleif Stensland (Communic), Marco Hietala (Nightwish y Tarot), y Tarja Turunen (Ex-Nightwish), además cuenta con una variable colección de "All Stars" similar al proyecto Roadrunner United. El álbum en su totalidad fue escrito por Victor Smolski (además de 2 canciones, "In the Picture" y "Slaves to the Desert" – originalmente titulada "Slaves of the Desert" – las cuales son "remakes" de dos canciones previamente grabadas con Mind Odyssey), quien además grabó todas las pistas de guitarra, algunas de bajo y teclados. La batería fue tocada por Volker Schultz y André Hilgers.
Este material fue precedido por un álbum "gemelo" llamado Nuclear Blast All Stars: Out of the Dark. "Into the Light" se enfoca hacia el lado "Power metal" de Nuclear Blast mientras que "Out of the Dark" se enfoca a su parte Melodic Death/Thrash metal.
Tarja Turunen es la única cantante que no forma ni formaba parte de Nuclear Blast. Ella fue incluida debido a su importante participación con Nightwish, que es una de las bandas más importantes del sello.

## Lista de canciones

### Disco 1 - 20 Years Nuclear Blast
Todas las letras escritas por Peter "Peavy" Wagner de RAGE, toda la música compuesta por Victor Smolski. 
| N.º | Título                                                                | Duración |  |
| 1.  | «Dirty Wings» (con Tobias Sammet de Edguy y Avantasia)                | 04:53    |  |
| 2.  | «Terrified» (con Peter "Peavy" Wagner de RAGE)                        | 04:01    |  |
| 3.  | «Ruling the World» (con Tony Kakko de Sonata Arctica)                 | 02:55    |  |
| 4.  | «Death is Alive» (con Mats Levén ex Therion, Krux, At Vance)          | 06:21    |  |
| 5.  | «Bloodsucker» (con Marcel Schirmer de Destruction y Headhunter)       | 03:21    |  |
| 6.  | «Slaves to the Desert» (con Hansi Kursch de Blind Guardian)           | 06:49    |  |
| 7.  | «A Perfect Day» (con Andi Deris of Helloween)                         | 04:00    |  |
| 8.  | «Eternally» (con Oddleif Stensland de Communic)                       | 05:37    |  |
| 9.  | «Inner Sanctuary» (con Marco Hietala de Nightwish, Tarot, ex Sinergy) | 04:29    |  |
| 10. | «In the Picture» (con Tarja Turunen ex Nightwish)                     | 07:28    |  |

### Disco 2 - 20 Years Nuclear Blast: Bonus CD
1. HammerFall - Hearts on Fire
2. Helloween - The Madness of the Crowds
3. Gotthard - El Traidor (versión en español de "Anytime, Anywhere")
4. After Forever - Sweet Enclosure
5. Ride the Sky - New Protection
6. Thunderstone - Forevermore
7. Threshold - Slipstream
8. Amorphis - The Smoke
9. Candlemass - Devil Seed
10. Sirenia - The Other Side

## Integrantes
- Jan-Michael Keller - bajo (temas 6, 10)
- André Hilgers - batería (temas 1-5, 7-9)
- Volker Schultz - batería (temass 6, 10)
- Victor Smolski - guitarras (temas 1-10), bajo (temas 1-5, 7-9), teclados (temas 1-5, 7-9)
- Andreas Dirksmeier - teclados (temass 6, 10)
- Mario Le Mole (Mind Odyssey) - voces adicionales (tema 6)
- Jen Majura (Evanescence ex Equilibrium, colaboradora de RAGE) - voz femenina (tema 4)